# Midtown Manhattan

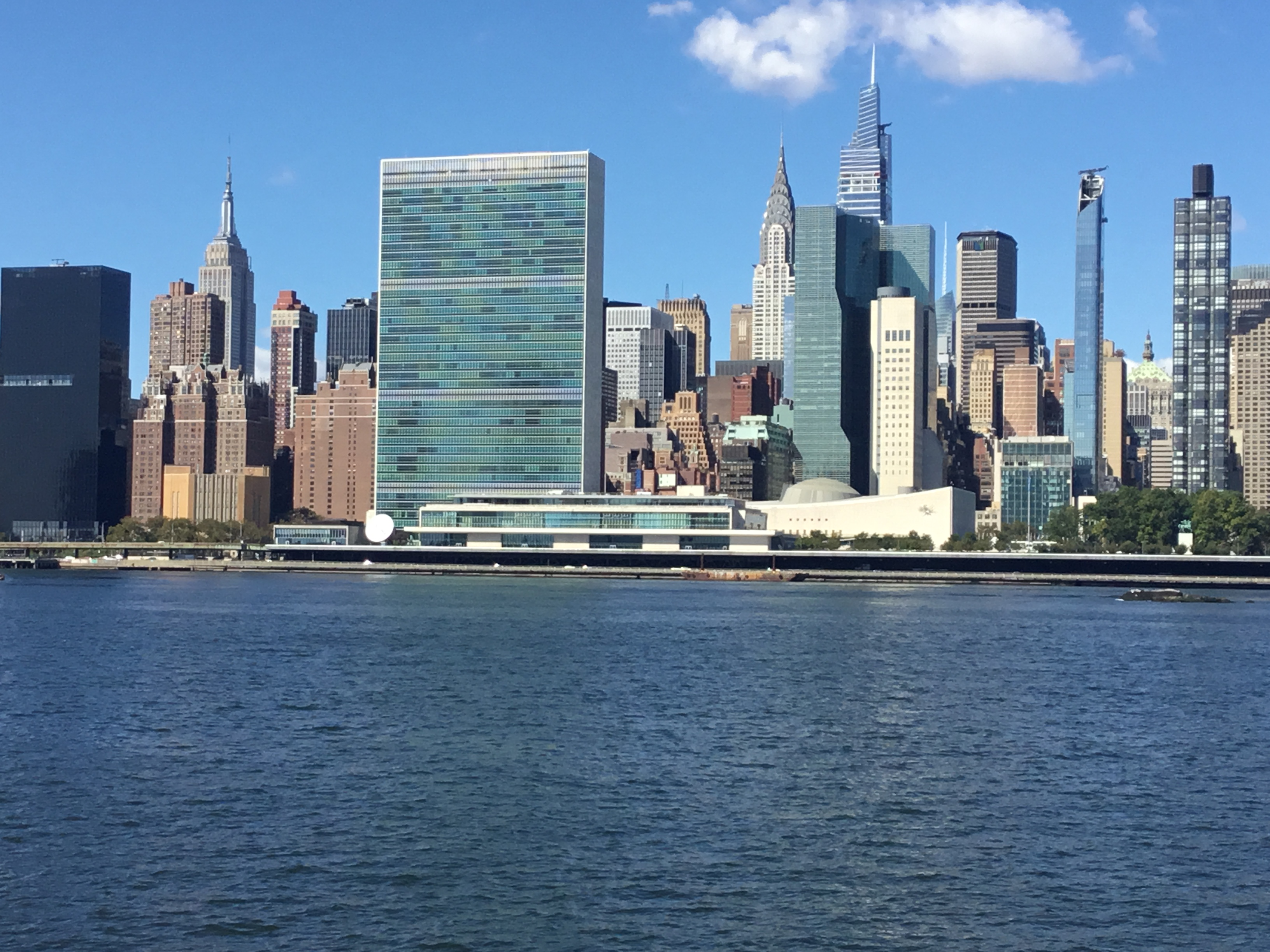
Midtown Manhattan, vista do este

Midtown Manhattan é uma região do borough de Manhattan (ou Condado de Nova Iorque), na Cidade de Nova Iorque, ao sul da Rua 59 e ao norte da Rua 34. Nesta área, concentram-se o maior aglomerado de arranha-céus da cidade, que é a terceira maior do mundo, além de ser um dos principais pontos turísticos, e também abrigar variáveis multinacionais. A Midtown Manhattan é uma das regiões mais famosas da cidade internacionalmente. Disputa com o sul da ilha a posse das construções mais imponentes num raio de milhares de quilômetros.

## Bairros
- Chelsea
- Gramercy Park
- Hell's Kitchen
- Kips Bay
- Little Brazil
- Murray Hill
- Turtle Bay